# Lenka Vymazalová
Lenka Vymazalová (ur. 15 czerwca 1959 w Litomierzycach) – czechosłowacka hokeistka na trawie, medalistka olimpijska.
Uczestniczka letnich igrzysk olimpijskich w Moskwie w 1980. Wystąpiła w wygranych spotkaniach z Indiami (2-1) i Austrią (5-0). Czechosłowackie hokeistki w swoim jedynym występie olimpijskim zdobyły srebrny medal.
W kadrze narodowej zagrała w 18 spotkaniach. Z klubem Slavoj Vyšehrad zdobyła mistrzostwo kraju w 1985 i 1987 roku.